# Districtul Thaba-Tseka
Districtul Thaba-Tseka este una dintre cele 10 unități administrativ-teritoriale de gradul I  ale statului Lesotho. Reședința sa este localitatea  Thaba-Tseka.